# Gazzettino Padano
Il Gazzettino Padano è una trasmissione radiofonica regionale in onda sulle frequenze di Rai Radio 1 in Lombardia. Si tratta del Giornale Radio Rai in onda a cura della TGR Lombardia. L'emissione avviene sulla rete a modulazione di frequenza di Radio 1.
È ascoltabile anche tramite Internet, sul sito https://www.raiplaysound.it/programmi/grlombardia.
Fino all'11 settembre 2022 era ricevibile anche sulle onde medie (900 kHz) grazie al trasmettitore di Siziano (citato come stazione di Milano), ora dismesso dalla RAI, che ne rendeva possibile l'ascolto nel Nord Italia.

## La storia
Il Gazzettino Padano nasce nel 1950 da una riforma del Gazzettino Lombardo. Il nome deriva dal fatto che inizialmente le trasmissioni erano rivolte all'intera pianura padana, ma successivamente si restrinsero alla copertura del territorio lombardo. Il direttore era Attilio Spiller, giornalista ed esperto di cronaca e storia regionale. Tra i presentatori dal 1950 al 1961 vi è stato Febo Conti. Dai suoi microfoni si esibì anche un giovane Giorgio Gaber.
La realizzazione del programma avviene negli studi radio di Milano, al quinto piano di Corso Sempione, già sede dell'EIAR; la diffusione invece avviene come già detto attraverso la rete a onde medie e modulazione di frequenza di Rai Radio 1 che serve la Lombardia.
Fino all'anno 2000 la diffusione del Gazzettino Padano era affidata a Rai Radio 2, per poi passare su Radio 1. Le edizioni erano due, in onda dalle 12.10 alle 12.30 e dalle 14.00 alle 14.30; a quest'ultima edizione, sempre in ambito regionale, seguiva sempre la trasmissione "Noi in Lombardia", in onda dalle 14.30 alle 15.00.

## La trasmissione
Attualmente vengono trasmesse tre edizioni nei giorni dal lunedì al venerdì, due al sabato e una soltanto la domenica. Nelle giornate infrasettimanali la prima edizione è alle ore 7:18 (fino al 15 settembre 2014 era alle ore 7:20), la seconda è alle ore 12:10 e la terza - la più breve - alle ore 18:30 (tranne al sabato), mentre nei giorni festivi l'unica edizione prevista viene mandata in onda alle ore 12:15. In tutti i casi la messa in onda inizia con un avviso che segnala l'inizio delle trasmissioni a diffusione regionale, seguito dall'uccellino della radio. Vengono poi trasmesse, in sequenza, la sigla del TGR Lombardia e la sigla vera e propria del Gazzettino Padano, una versione strumentale del brano risorgimentale lombardo La bella Gigogin, che separa la prima parte di pubblica utilità dal giornale radio.
Si parte con una rapida occhiata al traffico sulle strade lombarde, con il collegamento a "Radio Traffic". Seguono le previsioni meteorologiche, a cura del Centro Geofisico Prealpino del Campo dei Fiori di Varese; presentate per anni dal meteorologo Salvatore Furia (salvo rare eccezioni) sino al giorno della sua morte, il 12 agosto 2010, da allora sono lette ad alternanza da Camilla Galli, Simone Scapin e Paolo Valisa, anch'essi meteorologi del Centro Geofisico Prealpino.
Dopo questa parte introduttiva di pubblica utilità, la trasmissione prosegue con notizie relative alla zona di Milano e alle altre provincie della Lombardia, lette in diretta e seguite da servizi di redazione, con contributi via telefono oppure registrati. Per i contributi sportivi generalmente la TGR Lombardia si affida ai giornalisti della redazione milanese di Rai Sport.
La trasmissione del mattino si chiude con la rassegna, dedicata ai titoli dei giornali locali lombardi selezionati dal redattore ordinario che conduce con il vicecaporedattore o con il caposervizio di turno, mentre l'ultima parte della trasmissione delle ore 12:10 contiene la rubrica degli auguri, dedicata ai compleanni dei nonni lombardi segnalati da parenti o amici, auguri a cui spesso si aggiungono anche quelli della redazione.